# 谢明亮
谢明亮（1961年—），山东郓城人，汉族，中华人民共和国政治人物、第十一届全国人民代表大会湖北地区代表。
毕业于山东大学管理学专业。加入中共，担任国家电网公司总经理助理、华中分部主任。2008年起担任全国人大代表。